# Cratere Neda
Neda  è un cratere sulla superficie di Venere.